# Віколі
Віколі (італ. Vicoli) — муніципалітет в Італії, у регіоні Абруццо,  провінція Пескара.
Віколі розташоване на відстані близько 130 км на північний схід від Рима, 45 км на схід від Л'Аквіли, 30 км на південний захід від Пескари.
Населення — 389 осіб (2014).

## Демографія
Населення за роками:

Станом на 1 січня 2023 року в муніципалітеті офіційно проживало 28 іноземців з 9 країн, серед них 13 громадян країн Євросоюзу та 5 громадян України.

## Сусідні муніципалітети
- Бриттолі
- Карпінето-делла-Нора
- Чивітакуана
- Чивітелла-Казанова